# Nikola Hajdin
Nikola Hajdin (v srbské cyilici Никола Хајдин; 4. dubna 1923, Vrbovsko – 17. července 2019) byl srbský stavební inženýr, od roku 1976 člen Srbské akademie věd (SANU) a profesor na Bělehradské univerzitě. V letech 2003–2007 byl i předsedou SANU.
Vyprojektoval řadu mostů, například most Solidarity v Płocku (přes Vislu), či Most Svobody v Novém Sadu (druhý uvedený se stal jeho nejznámější prací).[zdroj?] Byl také předsedou komise, která vybírala návrh pro nejnovější bělehradský most přes Adu Ciganliji (otevřen v lednu 2012). .
Byl oceněn řadu celojugoslávských vyznamenání. V roce 1987 mu byla udělena cena Antifašistická rady národního osvobození Jugoslávie.